# Стів Кларк (музикант)
Стів Кларк (англ. Stephen Maynard Clark);нар. 23 квітня 1960 — пом.8 січня 1991) — гітарист гурту Def Leppard.

## Дискографія
- The Def Leppard E.P. (1979)
- On Through the Night (1980)
- High 'n' Dry (1981)
- Pyromania (1983)
- Hysteria (1987)
- Adrenalize (1992) (композитор)
- Retro Active (1993) (композитор)